# Malooned!
Malooned! è un film del 2007 diretto da Bob Nyanja.
Prodotto in Kenya, in lingua inglese, venne presentato al Balafon Film Festival di Bari ed al Festival di cinema africano di Verona 2008 dove ha vinto il premio come miglior lungometraggio (5.000,00 €), assegnato dalla Giuria Ufficiale composta da Annamaria Gallone, Farah Polato, Esoh Elamé, Martin Mhando, Emmanuel Mbaide..
Il film sottolinea i pregiudizi e gli stereotipi che contrappongono i diversi gruppi etnici in Kenya.

## Trama
Nelle toilette delle donne al 15º piano si trovano intrappolati, nel fine settimana di Pasqua, Luther e Di, una giovane donna che dovrebbe sposarsi il lunedì seguente con un somalo. Fra i due è una sfida continua, cui non fa difetto, però, la solidarietà. Lui è kikuyu, lei una luo.

## Riconoscimenti
- Festival di cinema africano di Verona
  - Premio Miglior lungometraggio
- Zanzibar International Film Festival 2007
  - Silver Dhow
- Kenya International Film Festival.[3]
  - Premio della giuria